# Јулија Галишева
Јулија Галишева (Оскемен 23. октобар 1992) је казахстанска репрезентивка у слободном скијању у дисциплини могули и паралелни могули. Слободним скијањем се бави од пете године.
Светска јуниорска првакиња у могулима постала је 2011. и 2012, а 2012. је освојила бронзу у паралелним могулима.
На Олимпијским играма у Ванкуверу 2010. била је једанаеста, а у Сочију седма. У Пјонгчнагу 2018. остварила је највећи успех освајањем бронзане медаље. Ово је прва медаља за Казахстан у слободном скијању на ЗОИ.
Најбољи пласман на Светским првенствима јој је пето место у могулима 2015, а има и две медаље у паралелним могулима, бронзу 2015. и сребро 2017. На Азијским зимским играма 2011. освојила је злато у могулима и паралелним могулима, а са Универзијаде 2015. има злато у могулима.